# 가메라 6 - 가메라 대 자이거
가메라 6 - 가메라 대 자이거(ガメラ対大魔獣ジャイガー, Gamera Vs. Jiger)는 일본에서 제작된 유아사 노리아키 감독의 1970년 SF 영화이다. 오무라 콘 등이 주연으로 출연하였다.

## 출연

### 주연
- 오무라 콘

## 제작진
- 미술: 이노우에 아키라